# Northern Quebec Power
La Northern Quebec Power Company Limited (Compagnie d'électricité du Nord du Québec Limitée) fut une compagnie de production et de distribution d'électricité basée au Témiscamingue au Québec opérant de 1923 jusqu'à la deuxième vague de nationalisation des compagnies d'électricité en 1963.
La compagnie était propriétaire de la centrale Rapide-des-Quinze, et distribuait l'électricité dans la région.

## Histoire

### Débuts de l'électricité dans le Témiscamingue
Dès 1909, les compagnies minières de la région du Témiscamingue et du nord-est de l'Ontario cherchent une source d'énergie qui leur permettra d'alimenter leurs opérations. Plusieurs entreprises privés, surtout dans l'industrie forestière installent des barrages privés et des moulins hydrauliques sur les rivières de la région.
En 1917, la Riordon Pulp & Paper Company débute un projet d'usine des pâtes et papiers. Pour alimenter l'usine, elle rachète un barrage privé utilisé pour un moulin à scie construit en 1888. La première centrale de la région entre en service en 1919 et alimente une partie du village de Témiscaming. Le barrage sera vendu à la Canadian International Paper en 1925, puis à la Gatineau Power Company en 1926.
Pour répondre au besoin naissant de la région, la Quinze Power Company est fondée le 4 mai 1923 par un groupe de cinq avocats de Toronto. Elle amorce la construction de la centrale hydroélectrique Rapides-des-Quinze la même année. Elle entrera en service trois ans plus tard en 1926. À ses débuts, la centrale alimentait les mines du nord-est ontarien et du Témiscamingue avec un courant 25 Hz. En 1928, la Quinze Power Company devient la Northern Quebec Power. La compagnie fut rachetée par la Power Corporation. 
Le marché restreint de l'Abitibi-Témiscamingue encore en pleine colonisation força la compagnie, dans un premier temps, à revendre son énergie en Ontario, dans la région de Porcupine.
La Northern Quebec Power exploitera la centrale de Rapides-des-Quinze jusqu'à sa nationalisation en 1963. Pour l'année 1930, elle exporte une puissance de 9805 HP d'électricité vers l'Ontario, puis en 1938, avec la construction de nouvelles lignes de transport, elle dessert 21 mines en production en Abitibi.

### Électrification rurale
Au fil des années, aidés par l'Office d'électrification rurale du Québec, plusieurs coopératives et petites centrales font leur apparition dans la région. Pour alimenter les villages de la région, ces coopératives demandent à la Northern Quebec Power de leur fournir un courant 60 Hz. La compagnie va conserver le courant 25 Hz jusqu'à sa conversion par Hydro-Québec en 1964.
La plus importante, la Coopérative d’Électricité du Témiscamingue, conclut finalement une entente de distribution avec la Northern Ontario Power qui fournit un courant 60 Hz. Ce courant est nécessaire pour l'utilisation domestique et pour les industries agricoles de la région.
Malgré la création de ces coopératives rurales, le pourcentage d'exploitations agricoles électrifiées en 1951 reste en dessous de 25% dans la région de l'Abitibi-Témiscamingue comparé à une moyenne québécoise de 67%.

### Nationalisation de laNorthern Quebec Power
En décembre 1962, à la suite de la réélection du gouvernement de Jean Lesage, le premier ministre annonce que la Commission hydroélectrique du Québec achètera les actifs et la dette de onze compagnie d'électricité. La compagnie est nationalisée officiellement le 1er mai 1963. Au moment de l'acquisition, la Northern Quebec Power produisait près de 308 millions de kWh par année.
Les actifs de la Coopérative d'Électricité du Témiscamingue et de la Coopérative d'électricité de l'Abitibi-Est sont cédés le 24 mars 1964 à Hydro-Québec à la suite de la nouvelle mouture de la Loi concernant l'électrification rurale de 1964.

## Centrales
- Rapides-des-Quinze (c. 1923-1926) – 89 MW